# SM (paciente)
SM, às vezes chamada de SM-046, é uma mulher americana com um tipo peculiar de dano cerebral que reduz fisiologicamente sua capacidade de sentir medo . Descrita pela primeira vez por cientistas em 1994, ela sofreu destruição bilateral exclusiva e completa da amígdala desde o final da infância como consequência da doença de Urbach-Wiethe. Apelidada pela mídia de “mulher sem medo”, SM tem sido frequentemente objeto de pesquisas científicas; pesquisas que ajudaram os pesquisadores a elucidar a função da amígdala .

## Características
Um experimento com SM revelou que ela não apresenta  medo em resposta à exposição e manuseio de cobras e aranhas (incluindo tarântulas), um passeio por uma atração assombrada ( Sanatório Waverly Hills, especificamente) ou clipes de filmes indutores de medo (por exemplo, The Blair Witch Project, O Iluminado e O Silêncio dos Inocentes ), em vez disso, ela demonstrou apenas interesse, curiosidade e entusiasmo, embora ela expressasse emoções apropriadas ao conteúdo do filme, como felicidade e repulsa ao assistir a clipes de filmes que não induzem ao medo. A pesquisa, entretanto, revelou que SM não está imune a todos os medos; junto com outros pacientes com danos bilaterais na amígdala, descobriu-se que ela experimentava medo e ataques de pânico de maior intensidade do que os controles neurologicamente saudáveis, em resposta à experiência subjetiva simulada de sufocação por inalação de dióxido de carbono, sentimentos que ela e os outros descreveram como completamente novos para eles.

### Emoções positivas
S.M. é descrita como alguém muito extrovertida, incrivelmente amigável e desinibida, além de ser caracterizada como "um pouco coquete" (exibindo um comportamento brincalhão e ligeiramente sedutor) e apresentar uma tendência anormalmente alta de desejar e se aproximar das outras pessoas. Ela é muito prejudicada no reconhecimento de sinais sociais negativos, como ser incapaz de reconhecer o medo nas expressões faciais de outras pessoas e ter dificuldade em julgar a confiabilidade e a acessibilidade nos rostos dos outros. Essas características são consistentes com o fato de que ela tende a se aproximar e a se envolver em contato físico com outras pessoas de forma bastante indiscriminada. Além disso, SM parece experimentar relativamente poucas emoções negativas, enquanto simultaneamente experimenta um grau relativamente alto de afeto positivo, apesar das grandes adversidades em sua vida. Consequentemente, ela tende a ser muito positiva em relação à maioria das pessoas, situações e questões.

### Música
S.M. apresenta deficiências no processamento emocional da música; mais precisamente, ela demonstra um reconhecimento seletivamente prejudicado de músicas que evocam tristeza e medo.

### Avaliação de perigo
Além de sua falta de medo, SM mostra falta de senso de espaço pessoal e praticamente não sente desconforto ao ficar extremamente perto de estranhos, mesmo cara a cara e com contato visual direto. Ela entende o conceito de espaço pessoal, entretanto, e reconhece que outras pessoas precisam de mais espaço pessoal do que ela.
SM foi vítima de numerosos crimes e de encontros traumáticos e até mesmo com risco de vida. Ela foi ameaçada com uma faca e também com uma arma de fogo, quase foi morta em um incidente de violência doméstica e recebeu ameaças de morte explícitas em diversas ocasiões. Apesar da natureza perigosa de muitas destas situações, SM não exibiu quaisquer sinais de desespero, urgência ou outras respostas comportamentais que normalmente acompanhariam tais incidentes. O número desproporcional de eventos traumáticos na vida de SM foi atribuído a uma combinação de sua vida em uma área perigosa, cheia de pobreza e crime, e a uma incapacidade acentuada de sua parte em perceber ameaças iminentes em seu ambiente e capacidade de aprender a evitar situações potencialmente perigosas. A própria SM nunca foi condenada por um crime.

### Diferenças de memória
SM mostra diferenças de memória . Sabe-se que estímulos emocionalmente excitantes passam por um aumento de consolidação na memória declarativa de longo prazo (ver emoção e memória ), e esse efeito parece ser dependente da amígdala . Consequentemente, S.M. apresenta dificuldades no aprimoramento da memória declarativa para conteúdos emocionais, ao passo que sua consolidação de memória para informações neutras segue um padrão normal.

### Empatia
Apesar de S.M. apresentar uma capacidade reduzida de detectar emoções negativas em expressões faciais, ela ainda mantém a capacidade de expressar empatia para com os outros. No entanto, foi descrito que o limiar dela para perceber a dor de outra pessoa é considerado "relativamente elevado".

## Vida pessoal
SM é branca e nasceu em 1965. Ela é casada e mãe de três meninos.
SM teve um histórico de adversidades em sua vida, incluindo alienação, dificuldades, provocações, rejeição e abuso por parte de figuras de autoridade.